# Кривая (Хорватія)
45°43′ пн. ш. 16°49′ сх. д. / 45.71° пн. ш. 16.82° сх. д.
Кривая (хорв. Krivaja) — населений пункт у Хорватії, у Б'єловарсько-Білогорській жупанії у складі громади Берек.

## Населення
Населення за даними перепису 2011 року становило 59 осіб.
Динаміка чисельності населення поселення: